# Crying, Waiting, Hoping
«Crying, Waiting, Hoping» (с англ. — «Плачу, жду, надеюсь») — песня Бадди Холли, выпущенная на стороне «Б» сингла «Peggy Sue Got Married». Песня существует в трёх версиях: оригинал Холли (представляющий собой домашнюю аудиозапись), коммерческое издание 1959 года (подготовленное продюсером Джеком Хэнсеном) и версия от 1963 года (подготовленная продюсером Норманом Пэтти).

## Записи песни
Оригинал был записан самим Холли (в сопровождении гитары) 14 декабря 1958 года в его квартире (комплекс «The Brevoort», Пятая авеню, Манхэттен).
После трагической гибели Холли домашние записи его последних шести песен были переданы продюсеру Джеку Хэнсену, который решил дозаписать к ним вокальные и инструментальные партии, чтобы сделать итоговое звучание максимально похожим на традиционное звучание Холли и группы The Crickets. Работа над данной песней (вместе со студийными музыкантами и коллективом The Ray Charles Singers, обеспечившим бэк-вокал) была проведена 30 июня 1959 года, в один день с работой над песней «Peggy Sue Got Married». 20 июля 1959 года данные две композиции были выпущены в виде сингла (ставшим первым посмертным синглом Холли). Оставшиеся четыре песни были переработаны позже, в 1960 году. Все шесть песен были включены в альбом The Buddy Holly Story, Vol. 2, вышедший в апреле 1960 года.
Ещё одна версия песни была записана под руководством Нормана Пэтти (менеджера Холли) в 1963 году с участием группы The Fireballs; данная версия не использует бэк-вокала.

## Кавер-версии
- Песня находилась в репертуаре группы «Битлз». Группа исполняла эту песню на прослушивании у лейбла Decca (1962), запись данного исполнения официально до сих пор не издана, хотя имеет хождение на бутлегах и доступна на малоизвестной неофициальной пластинке The Complete Silver Beatles, выпущенной в сентябре 1982 года лейблом Audio Fidelity[3]. Позднее группа записала эту песню для BBC (запись состоялась 16 июля 1963 года, а эфир — 6 августа[4]); основную вокальную партию исполнял Джордж Харрисон, он же исполнил гитарное соло, полностью идентичное тому, что имелось на сингловой версии «Crying, Waiting, Hoping»[4]. Данная запись позже вошла в альбом Live at the BBC (1994 год). Известно также, что во время студийной работы над альбомом Get Back (материалы которого позднее были выпущены в альбоме Let It Be) в январе 1969 года группа пыталась записать более медленную версию данной песни[4].
- В фильме «Ла Бамба» песня исполняется актёром Маршаллом Крэншоу, исполнившим роль Бадди Холли; песня вошла в официальный саундтрек фильма[5].
- Песня исполняется американской певицей Cat Power[6].
- Рокабилли-супергруппа The Head Cat, состоящая из Лемми, Слима Джима Фантома и Дэнни Би Харви, записала песню для своего альбома 2006 года Fool’s Paradise, который является перезаписанной версией альбома 2000 года под названием Lemmy, Slim Jim & Danny B.
- Американский исполнитель Крис Айзек записал кавер-версию песни для трибьют-альбома Listen to Me: Buddy Holly (2011 год).